# Conselho Europeu de 19-20 de outubro de 2017
.
```

```

O Conselho Europeu de 19-20 de outubro de 2017 (também referido como Cimeira Europeia), vai ter lugar na cidade belga de Bruxelas nos dias 19-20 de outubro de 2017. 
Vão participar os Chefes de Estado ou de Governo dos países membros da União Europeia, juntamente com o Presidente da Comissão Europeia. A reunião será presidida pelo Presidente do Conselho Europeu.

## Ordem do dia
Entre os pontos de destaque da ordem do dia estão migração, defesa, negócios estrangeiros, digitalização e negociações do Brexit.